# Stevica Ristić
Stevica Ristić (Vršac, Macedònia del Nord, 23 de maig de 1982) és un futbolista macedoni que disputà disset partits amb la selecció de Macedònia del Nord.